# Theyazin ibn Haitham
Theyazin ibn Haitham Al Said (àrab: ذي يزن بن هيثم آل سعيد, Ḏī Yazin ibn Hayṯam Āl Saʿīd) (Masqat, 21 d'agost de 1990) és el fill gran del sultà Haitham ibn Tariq i el príncep hereu d'Oman. També és conseller de Cultura, Joventut i Esports. Va ser nomenat oficialment príncep hereu després que el govern d'Oman decretés un ajust constitucional que permetia al sultà seleccionar un hereu.
Fou proclamat hereu al sultanat d'Oman el 12 de gener del 2021.

## Biografia
Sayyid Theyazin ibn Haitham ibn Tariq va assistir a la Universitat d'Oxford Brookes, on es va graduar amb una llicenciatura en Ciències Polítiques.

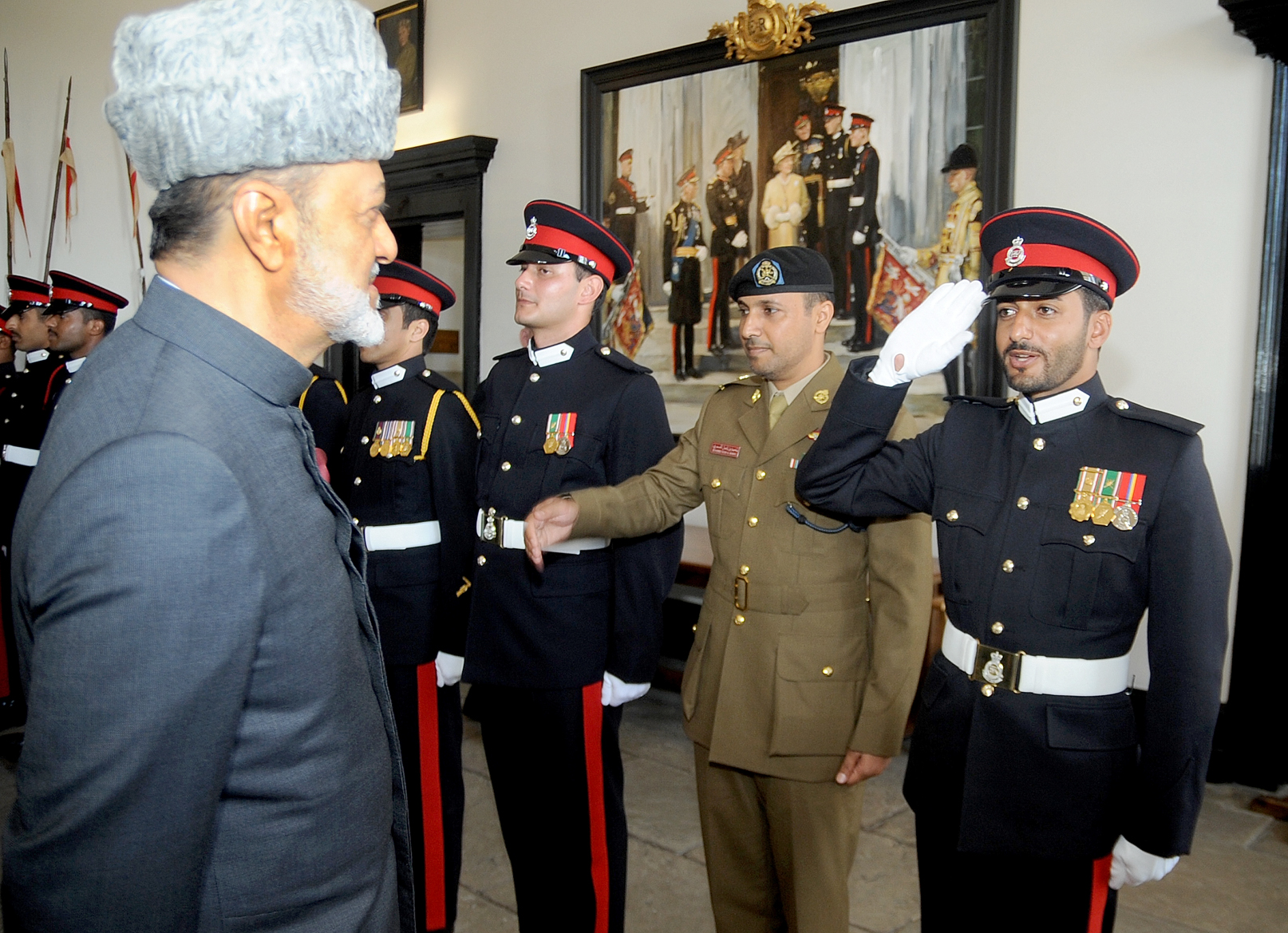
Theyazin saluda el seu pare Haitham ibn Tariq.

El seu pare és el sàyyid Haitham ibn Tariq, l'actual sultà d'Oman. La seva mare és la sàyyida Ahad bint Abdullah ibn Hamad Al Busaidiyah. Té un germà i dues germanes. El seu oncle patern, el sàyyid Asa'ad ibn Tariq, és el Viceprimer Ministre de Relacions i Afers de Cooperació Internacional, i el seu altre oncle patern, el sàyyid Xihab ibn Tariq, és el Viceprimer Ministre d'Afers de Defensa. L'antic sultà, Qabus ibn Said, era cosí del seu pare.
Theyazin és ministre de Cultura, Esports i Joventut des del 18 d'agost de 2020. Abans va treballar a l'ambaixada d'Oman a Londres durant cinc anys des del 2014. També va treballar al ministeri d'Afers Exteriors des del 2013, segons els mitjans d'Oman.
El juliol de 2022 es va graduar a la Royal Military Academy de Sandhurst.

## Núpcies i descendència
Està casat amb la seva cosina germana per tots dos costats, la sàyyida Meyyan bint Xihab Al Saïd, filla del sàyyid Xihab ibn Tariq Al Saïd (Diputat i Primer Ministre per a Temes de Defensa i germà del sultà), i de la seva dona, la sàyyida Rawdah bint Abdullah Al Busaidiyah, germana de la consort del sultà.
El matrimoni va tenir lloc l'11 de novembre de 2021 al Saló dels Miralls del Palau d'Al Alam.